# 梅艷芳
梅艷芳（英語：Anita Mui Yim-fong；1963年10月10日—2003年12月30日），香港女歌手、演員、社会活动家，有「樂壇大姐大」之稱。她的形象百變，獲獎無數，是粵語流行樂壇輝煌鼎盛期的標誌性人物，也是香港演藝界第一位同時取得「歌后」及「影后」級殊榮的女藝人。梅艷芳的歌曲路線冶艷前衛，舞台衣著華麗大膽，風格千變萬化，被喻為「百變天后」及「亞洲麥當娜」。在演藝圈外，由於梅艷芳的童年經歷坎坷，曾被母親送到荔園獻唱，但仍不計前嫌致力供養母親，被長者安居協會等組織視為孝道楷模。
2003年12月30日，梅艷芳因子宮頸癌併發肺衰竭病逝，享年40歲。離世前她對事業上的輝煌與感情生活上跌跌撞撞時有所憾。梅艷芳的銅像於2014年在香港星光大道樹立，銅像底座有題字「香港女兒梅艷芳」，由劉德華所筆。

## 生平

### 童年
1963年10月10日，梅艷芳出生於旺角花園街，其兄長和姊姊都是出生於大陸，梅艷芳是唯一出生於香港的孩子。梅家出身寒微，父親早逝，母親覃美金（1924－）來自廣州西關，是一名中醫，曾於亞皆老街經營月華中醫診所，主治頸喉方面的疾病。由于覃美金没有专业的行医资格证，无法得到病人的信任，该诊所收入极不稳定。覃美金後創辦「錦霞歌舞劇團」和華強中西音樂學校，她育有四名子女，長子梅啟明（1951－），次子梅德明（1953-2015），長女梅愛芳（1959－2000），以及么女梅艷芳（1963-2003）。
梅艷芳四歲半時已與胞姊梅愛芳出來演唱。兩姊妹最初的藝名是「芳芳」與「寶珠」，因梅愛芳喜歡蕭芳芳，梅艷芳喜歡陳寶珠；後來藝名分別是「依娜」和「依依」。梅艷芳使用「依依」這個藝名參加第一屆新秀歌唱大賽，簽約華星之後才轉用真名。兩姊妹為賺錢養家喪失了寶貴的童年，少年時出入最多的地方並非學校，而是在大小歌舞廳、酒廊、街頭、香港荔園的表演場唱歌演出。梅艷芳小學時就讀於九龍婦女福利會李炳紀念學校，讀至小四時轉校。當時的香港這種以賣唱的職業很受人看不起，而遭到同學們的冷眼和嘲笑，說她是個“歌女”、是個沒出息的孩子，最後不得不唸書至中一退學。梅艷芳未曾正式拜師學藝，儘管如此，少時四處登台，打下紮實的演藝功底和極強的舞台天賦：剛剛上小學的她就能演唱幾百首歌曲。個子很小，聲音卻很大以至於後排的人聽到她。小小年紀就奔波於舞台之間，讓她的舞台經驗豐富，卻鮮有家庭的溫暖。如果時光可以倒流，她坦言希望多讀書，不用一顆小小心靈便擔憂挨餓。梅艷芳少年時期歷經坎坷，姐妹兩人表演常遭白眼和欺侮，時常需抵受寒冷天氣和挨餓。

### 出道
1982年，梅艷芳參加無綫電視與華星唱片主辦的第一屆新秀歌唱大賽脫穎而出，以其圓潤沉厚磁性的嗓音和沈穩大氣的台風獻唱徐小鳳名曲〈風的季節〉給評審留下深刻印象，當時的評審包括兩名資深音樂家黃霑與顧嘉煇，其中黃霑給予滿分，但顧嘉煇則以藝術無滿分為由硬扣一分（此事為梅艷芳擔任黃霑與顧嘉煇於1998年合辦的《黃霑、顧嘉煇真友情演唱會》嘉賓時由三人一同提及），摘下新秀冠軍，正式踏上星途。媒體報導“分數勝亞軍幾條街”。由於梅艷芳是女低音，類似徐小鳳，曾被冠以「小徐小鳳」的稱號，而徐小鳳則曾被冠以「小白光」的稱號。
同年，華星唱片跟梅艷芳錄製第一首歌曲〈心債〉及其首張唱片《心債》（而且身為作曲作詞的黃霑與顧嘉煇兩人第一次聽完以後就已經直接宣佈收貨）。阿梅第一首唱得街知巷聞的歌曲，是卡通片《IQ博士》的主題曲。1983年，她憑〈交出我的心〉的日文版參加東京音樂節，奪下榮獲“亞洲特別獎”及“東京電視獎”兩項殊榮，成為最引人注目的新星。同年，第2張個人唱片《赤色梅艷芳》推出，旋即創下5張白金唱片的銷量，而且入選年度十大金曲，一炮而紅。

### 事業巅峰期

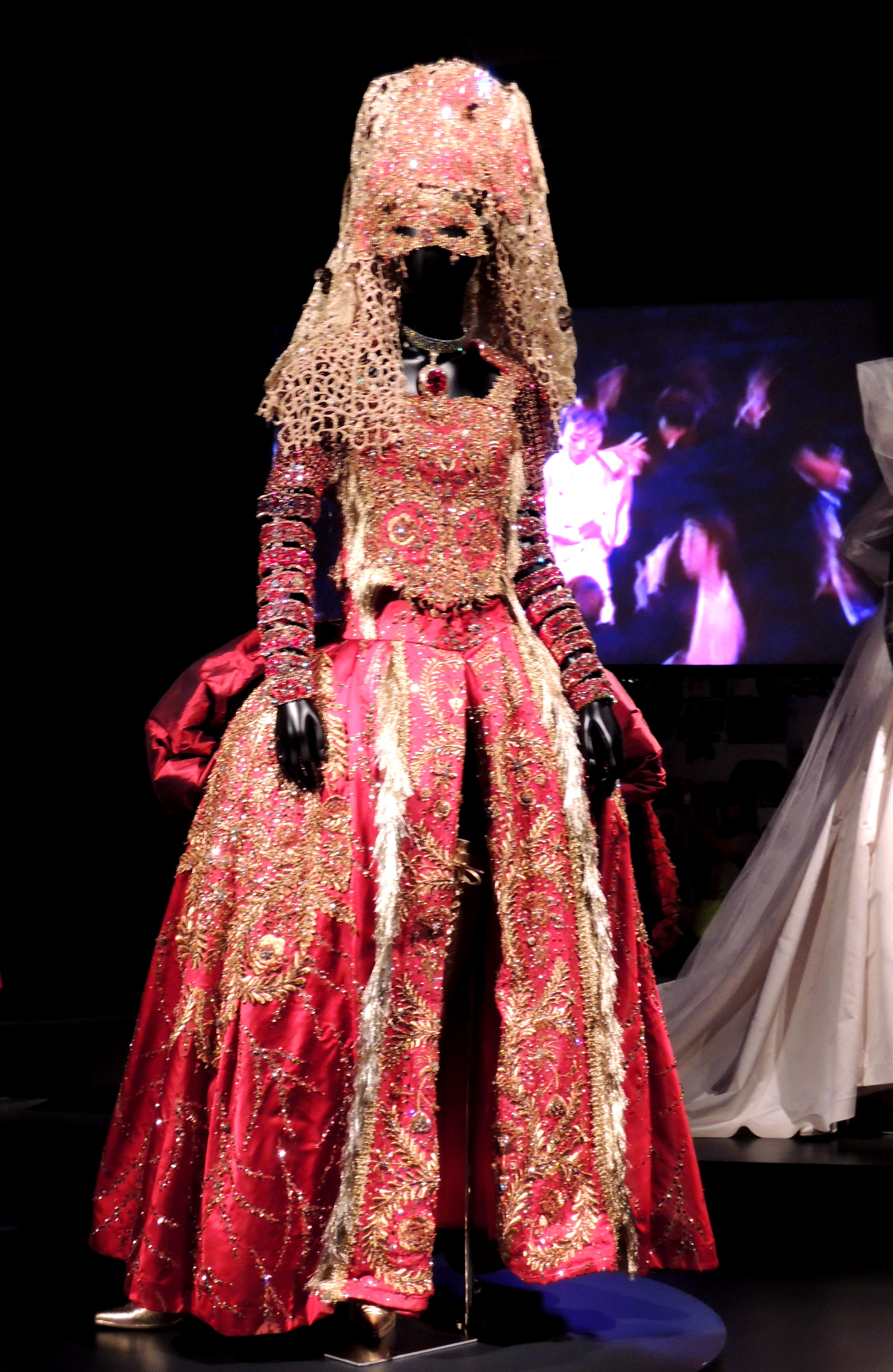
劉培基為梅艷芳於「梅艷芳經典金曲演唱會2003」設計的開場服飾。服飾鑲上大量手工精細的金綫彩石。（攝於香港文化博物館「他Fashion傳奇‧Eddie Lau她Image百變‧劉培基」展覽）

1985年1月，唱片《似水流年》推出。1986年1月7日，唱片《壞女孩》推出，內容充滿爭議，甚至一度被禁播，唱片推出不久銷量很快超越八白金（40萬張），同年已累計達72萬張的銷量，打破當年香港開埠銷量紀錄。同年12月在紅磡香港體育館舉辦首次個人演唱會，連演15場，創下最年輕女歌手入主紅館、舉行個人演唱會以及擁有最多場數的紀錄。兩年後，《壞女孩》的歌唱風格進一步演化，《 梅艷芳（似火探戈） 》和《 梅艷芳（烈燄紅唇） 》兩張唱片問世，梅艷芳以性感形象演出，此後她再創下於紅館舉行演唱會最高場數紀錄，被喻為「梅二十八」與「梅三十」，代表她連開28場與30場演唱會，事業如日中天。
1985年至1989年，她在十大勁歌金曲頒獎典禮連續5屆奪得最受歡迎女歌星，在1989年憑《夕陽之歌》勇奪十大勁歌金曲的「金曲金獎」，更於叱吒樂壇流行榜頒獎典禮奪得叱吒樂壇女歌手金獎。同年，於十大中文金曲頒獎禮上奪得IFPI大獎，被譽為「樂壇女王」，奠定巨星地位。梅艷芳於1988年到台灣舉行兩場演唱會，她是第一位於台灣舉辦大型售票演唱會的香港歌手，並被稱為「演唱會女王」。同年，她於台灣第一屆金龍獎頒獎典禮上奪得「最傑出歌藝演員獎」。此外，梅艷芳更於1988年以唯一亞洲女歌手身份受邀至韓國漢城奧運參加“奧運前奏大匯演”，與各國巨星同場表演，包括美國巨星珍妮杰克逊。其後，梅艷芳於韓國發行唱片，韓國也是她的唱片基地之一。1990年，梅艷芳更榮登韓國最受歡迎外語女歌手5甲，歌曲亦打入韓國主要流行榜，跳出香港，成為亞洲天后。在舞台上，因形象百變，服飾領導香港潮流，形象前衛大膽，更是大中華地區首位在同一場演唱會換幾套衫、在專輯封面和MV都有不同造型的歌手，因此被稱為「百變天后」。1992年初，她於十大中文金曲頒獎禮上奪得「鑽石偶像大獎」。
她在電影事業的表現同樣突出，演出角色十分多元化，獲獎甚豐。曾有内地人用“霞玉芳紅”（林青霞、張曼玉、梅艷芳和鍾楚紅）來形容80年代至90年代初香港電影最具代表的女演員。1984年她憑《緣份》一片獲得第四屆香港電影金像獎最佳女配角；1987年憑主演的《胭脂扣》同時獲得台灣金馬獎、香港電影金像獎最佳女主角殊榮；2002年憑《男人四十》獲得長春電影節的最佳女主角獎。她是第一位能奪得「歌后」、「天后」及「影后」的香港女藝人。除了《胭脂扣》外，她也分別在1991年以《何日君再來》、2001年以《慌心假期》及2002年以《男人四十》提名台灣金馬獎「最佳女主角」；1992年以《何日君再來》、1993年以《審死官》、1995年以《紅番區》及2002年以《男人四十》提名香港電影金像獎最佳女主角。

### 六四事件
1989年，梅艷芳憑《胭脂扣》獲得第八屆香港電影金像獎最佳女主角獎；同年，八九民運爆發，梅艷芳積極參與，在黃雀行動中出錢出力，她在六四後因拒到中國大陸拍外景而辭演關錦鵬的《阮玲玉》。
梅艷芳：「感覺上對北京人民有很大的改觀，從前的感覺，國內的人民是思想守舊，但是現在發覺他們原來是有思想，關心社會的事。自己身為中國人，當然要支持這個運動，如果國內有要求的話，只要國家有用得著我的地方，我會親身到前線作支援。 是，我是很積極的。因為我覺得這是每一個中國人都應該做的，我做並不表示甚麼，這是群體力量應該達成的運動，單單是我一個人做的，並沒有意思，我希望以我和其他支持中國民主運動的人士，能夠以行動去喚起其他中國人對此事的關注。」
十多年後不少藝人開始拒絕評論事件，但梅艷芳自言仍是「民主運動的忠貞分子」。她曾說：「如果我在支持六四方面半途而廢，就會好浪費以前所做的一切，如果我現在放棄，就連一線生機都沒有了。」並指現在是賭一舖「我本來已經拿了加拿大passport ，一兩年後會過去居住。六四之前，我會積極去申請居留，但六四之後，我考慮得好清楚，我不要去。我不是那種拿了passport才敢站出來，講說話的人。我搏到九七，在這段期間，我仍會留在香港，盡我最大努力，這麼才說得上無悔今生。」
1989年學運被鎮壓後，她應香港民主派人士之邀，到美國加拿大義演為海外民運團體籌款。香港民主派元老司徒華形容她「有情有義」、「深明大義」。 2004年1月在梅艷芳的葬禮上，前學運領袖吾爾開希獲香港特區政府批准入境，出席梅艷芳的葬禮。

### 演藝事業的轉捩點

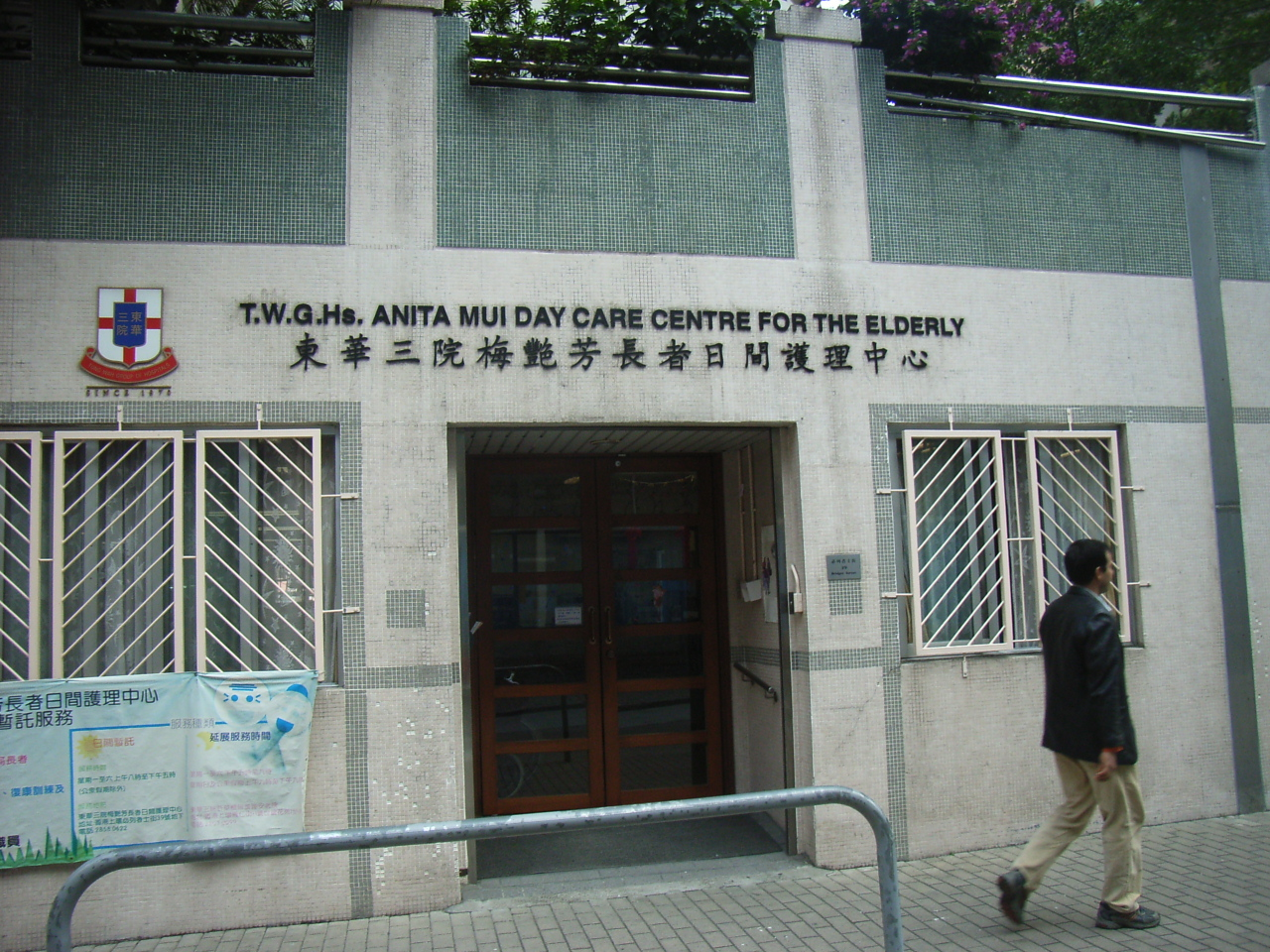
位於上環必列者士街37號的「東華三院梅艷芳長者日間護理中心」，是梅艷芳捐款100萬港元資助籌建，於1995年3月啟用。

1990年，梅艷芳舉辦30場「百變梅艷芳夏日耀光華演唱會」後宣佈不再領取任何音樂方面的獎項（其後所獲均為音樂致敬榮譽），發展重心轉移至影壇及慈善事業。
梅艷芳於1991年宣布退出樂壇，先於同年3月展開世界巡迴演唱會，地點包括美、加各地、歐洲的德國、英國、法國及荷蘭、台灣、新加坡、馬來西亞、澳洲等地。她到法國開演唱會時被稱為征服了巴黎；而於美國開演唱會時，當年報導指華人店舖紛紛提早關門前往欣賞她的演唱會，遂吸引很多外籍記者前往欣賞。同年12月至1992年一月，她在香港舉行了30場「梅艷芳告別舞台演唱會」，消息哄動整個華人社會。“告別舞台演唱會”場場爆滿，她與歌迷在這次演唱會中都顯得難捨難離，場面非常感人。譚耀文在2013年《懷念梅艷芳演唱會》時透露：梅艷芳當時的體能相當驚人，因為每場演唱會都有30分鐘不停的唱跳環節。譚耀文、許志安、草蜢都有參與該表演，但當唱跳環節完了到後台吸氧氣時，她已經換好衣服，然後回台上繼續表演。1992年4月，國際有線電視新聞網（CNN）播映《梅艷芳特輯》，評述她的歌藝與麥當娜及Diana Ross並駕齊驅。
1994年2月12日，梅艷芳被邀到美國全新最大表演場地MGM Grand Garden Arena獻唱，在她之前就有美國巨星芭芭拉·史翠珊，之後有珍娜·傑克森，當年報導她這場演唱會的價碼是80萬美元。根據《最後的蔓珠莎華 - 梅艷芳的演藝人生》(增訂版)，連炎輝先生透露這場演唱會麥當娜亦是座上客。同年，梅艷芳最終敵不過熱情的歌迷，於1994年舉行“感激歌迷演唱會”復出歌壇，並推出大碟《是這樣的》，當中〈情歸何處〉和翻唱自梁朝偉的〈朦朧夜雨裡〉等歌曲傳頌一時。與此同時，她的唱片全球總銷量超越一千萬張，是首位香港女歌手有此成績。梅艷芳同年亦於澳門開了三場演唱會，最貴的票價是5萬元，此紀錄至今未有香港歌手打破。1995年，梅艷芳舉行了15場復出個唱。雖然如此，她比以前低調了許多，謝絕了一切不必要的應酬。對於音樂和舞台表演她更加重視品質，繼續尋求突破，並將更多精力放在了公益慈善和栽培新人方面，對社會公益作出很大貢獻。自90年代中期起，梅艷芳逐漸轉戰台灣及海外市場，推出了多張高品質國語專輯。1996年，闊別五年的她重新執任新秀歌唱比賽評審，更因此正式認識該屆冠軍與多年粉絲何韻詩（後來更成為她唯一的女徒弟）。
1998年度十大中文金曲頒獎典禮獲得「香港樂壇最高榮譽大獎——金針獎」，成為該獎項最年輕的得獎者，後來於同年黃霑與顧嘉煇合辦的《黃霑、顧嘉煇真友情演唱會》中擔任嘉賓並壓軸出場。1999年2月15日受邀参加中國中央電視台春節聯歡晚會，並演唱歌曲〈床前明月光〉。同年4月及9月，她於香港舉行了11場演唱會，連台灣歌手張惠妹於9月來港開演唱會時，都特意捧場，並為梅艷芳獻上鮮花。1999-2000年，她跟黃耀明、王雙駿、蔡一智等新派音樂人合作，製作出《Larger Than Life》和《I'm So Happy》兩張備受樂迷好評的唱片，當中跟陳奕迅合唱的〈同聲一哭〉頗受歡迎。
除了香港之外，她在中國大陸、台灣以至亞洲各地都有廣泛的樂迷。國語金曲有〈親密愛人〉、〈放開你的頭腦〉、〈女人花〉及〈床前明月光〉等。
1990年代初梅參演的電影《東方三俠》、《審死官》和《逃學威龍3之龍過雞年》都是賣座之作；1998年她更憑《半生緣》再次奪得第17屆香港電影金像獎的最佳女配角。電影《審死官》是梅艷芳的喜劇代表作，她與“無厘頭”搞笑之王周星馳搭戲，表演絲毫不顯遜色，其中經典對白和拿捏得當的動作神情更成為電影亮點。此外，梅艷芳與周星馳的另一部喜劇片《逃學威龍三之龍過雞年》以及同成龍的兩部喜劇動作片《奇蹟》和《醉拳II》均屬電影佳作，梅艷芳在其中大展自己的搞笑天分，為電影增色不少。2001年電影《鍾無艷》是梅艷芳最後一部喜劇，她在片中破天荒反串男角，將昏庸好色的齊宣王演得活靈活現，並憑此片於2001年獲得《明報周刊》演藝動力大獎的最突出女演員獎。
她在樂壇廣收徒弟，包括草蜢、許志安、何韻詩、譚耀文和彭敬慈，而蘇永康、梁漢文、陳奕迅、李克勤等後輩亦曾受到她的提攜，李蕙敏在2001年更獲賞識而成為其唱片公司Mui Music的旗下藝人。
梅艷芳敢於為香港演藝界爭取權益，2001年當選為香港演藝人協會會長，也是首位女性會長；一年後的「劉嘉玲裸照風波」中，她以「天地不容」為號發起遊行和聲討大會，呼籲群眾抵制《東週刊》。
2002年是她入行20週年，紀念專輯《With》邀得張國榮、譚詠麟、張學友、劉德華、王菲、鄭秀文、陳慧琳、林憶蓮、黃耀明、許志安及蘇永康11位著名歌手合唱，堪稱一時佳話。同年梅艷芳在紅磡體育館舉行十場《極夢幻演唱會》，她今次更獲得Christian Dior提供價值達五百萬元的舞台服裝，這些時裝均來自法國巴黎最新時裝展，更是首度在亞洲登場，由於贊助商認為阿梅是一位蜚聲國際具巨星風采的明星，她的成功是一個傳奇，故更由Dior在巴黎的掌舵人John Galliano為阿梅精心設計此一系列服飾，在演唱會上阿梅還是史上首位同時穿上兩件獨一無二Christian Dior Couture服飾演出的歌手。

### 最後人生
梅艷芳有癌症家族史，大哥梅啟明2016年患上過大腸癌，而三姐梅愛芳2000年因子宫頸癌病逝、二哥梅德明在2015年因喉癌病逝。
2003年，嚴重急性呼吸道症候群（SARS）在香港爆發，梅艷芳為SARS病患者籌款，並發起《1：99音樂會》，號召全香港歌手演出，並成立「茁壯行動」基金會，協助受害家庭的孤雛，這場活動期間她曾向記者表示演唱會後可能「會生場大病」，但類似調侃，並没有引起注意。到7、8月間，外界盛傳她罹患癌症，其後她在2003年9月向外宣佈證實罹患子宫頸癌，起初採取保守治療，但是中醫治療效果不佳，之後才接受化療及電療。事實上，梅艷芳病逝兩年多前就已診斷出罹患子宮頸癌，那時只屬零期階段，若接受局部組織切除，治愈率幾近百分之百，但她以希望生兒育女及工作繁忙為由拒絕就醫切除子宮，以致病情惡化，直至痛極難耐時才肯勉強求醫。她在親友以及徒弟的陪同下堅定地說：「這場仗我一定打贏！」並承諾奮勇對抗病魔，後在健康狀況惡化的情况下，仍堅持抱病舉行演唱會，並在演唱會穿上劉培基設計的婚紗，完成了「嫁給舞台」的心願。演唱會後，梅艷芳仍到日本拍攝美容廣告，及後在朋友和醫生極力勸喻下辭演張藝謀執導的電影《十面埋伏》。
2003年12月初，臥病的梅艷芳就已私下訂立遺囑，卻始終沒有放棄繼續登台演出的希望。據其摯友、著名文學家李碧華在《花開有時，夢醒有時》一文中回憶，梅艷芳曾在病榻上看到她傳真的舞台劇劇本訊息，卻因醫生告知“癌細胞擴散，今後再不能登台演出”而拋下一句“既是這樣，我便走了”。12月26日，梅艷芳陷入半昏迷，醫生為她打嗎啡針止痛，29日晚上進入彌留狀態，所有好友均趕到醫院探望。12月30日凌晨2時50分，梅艷芳終因癌細胞擴散導致肺功能衰竭，於養和醫院逝世，享年40歲；生前眾多好友，在病榻前陪伴她到最後一刻，好友都說梅艷芳去得很安詳，離開時樣子還很甜美，雖然很累。她在最後一次演唱會上曾說，遺憾自己沒有結婚，無兒無女。她離世的時候，各方親友和生前的男友，紛紛趕往醫院，陪她走完最後一程。梅艷芳的辭世震動全港，香港多份華文報章推出特輯及號外，而環球唱片亦在譚詠麟網頁發表聲明，表示梅艷芳的去世乃亞洲區的損失；時任香港特首董建華、中聯辦副主任李剛以至前學運領袖吾爾開希、香港立法會議員劉千石均致送花圈或親自到靈堂致祭。有歌迷穿上印有「Anita Mui永遠懷念」字眼的黑衣在殯儀館外守候。導演張藝謀為表尊重，決定臨時修改劇本，不找其他演員代演她在《十面埋伏》的角色，將大姐一角永遠留給梅艷芳，而電影片尾序幕亦打出「謹以此片緬懷梅艷芳女士」的字幕，後該角色由宋丹丹代替出演。另外，其遺作《男人四十》令她當上長春電影節的「最佳女主角」。
2004年1月12日梅艷芳於香港殯儀館出殯，治喪委員會以《別矣，香港的女兒！》為題刊登訃聞，有上萬市民參與送別，單香港藝人參加的人數就有600多人，另外還有很多外籍藝人以及大陸的藝人和香港政府各級官員。數萬名影迷歌迷淚灑當場，人們都在送梅艷芳最後一程。八位扶靈人是劉德華、劉培基、梁朝偉、陶喆、連炎輝、蘇孝良、張敏儀、楊紫瓊，他們都是梅艷芳的生前好友。梅艷芳的姨甥和謝霆鋒捧著梅艷芳的遺照送梅艷芳最後一程，她的遺照和當初張國榮的遺照一樣，手中的香煙都被去掉，只剩下了一個手勢去紀念他們的友情。梅艷芳很珍惜與每一位朋友的關係，去世的時候還想著自己的朋友跟粉絲，她的遺言是：「別哭，別叫我名字」感動了全香港。
目前，梅艷芳在香港有兩個靈位可供公眾拜祭，分別位於香港大嶼山天壇大佛和九龍塘省善真堂。
中國大陸歌迷在許多佛寺內為梅艷芳供奉靈位。地點包括廣州，上海，北京，南京，杭州，成都，武漢， 天津，瀋陽，雲南，山東，江西，西安，太原，鄭州等等。 

### 慈善事業
1991年7月27日，梅艷芳參與「演藝界總動員忘我大匯演」，為中國華東水災災民籌款，據報當時共籌得善款六千萬元。同時，梅艷芳亦與一眾歌手灌錄大匯演主題歌曲「滔滔千里心」，並帶領明星足球隊在其他籌款活動上獻唱。
1993年4月，香港演藝界在北京人民大會堂舉辦「減災扶貧創明天」義演，梅艷芳與幾十名藝人參與，星光熠熠，場面空前，還現場向全球直播，觀眾估計有10億人。當天，梅艷芳與譚詠麟一同擔綱壓軸嘉賓，還帶領其他藝人獻唱《明天會更好》。同年，梅艷芳參與武漢及瀋陽的義演活動，並於10月17日舉行的「減災扶貧閉幕匯演」上，與三大天王劉德華、黎明及郭富城合唱。
1993年，梅艷芳正式成立自己的《梅艷芳「四海一心」慈善基金》，至今仍在造福社會。舉行多場慈善演唱會，受益捐助老人院醫院，《梅艷芳「四海一心」慈善基金》的首次籌款活動於1993年在加拿大多倫多舉行，盛大的慈善晚宴加上溜冰演唱會，一舉籌得四百餘萬善款，均捐贈多倫多大學徐立之博士作為遺傳學研究，並打破當年多倫多華人社區的最高籌款紀錄。推動成立香港影視明星體育協會慈善基金，服務對象以老人為主。她一生為公益出力，曾擔任香港樂施會的「樂施大使」。
1994年在香港舉行的籌款晚宴及獎券義賣籌得750萬善款，其中200萬捐贈瑪麗醫院的肌胳系統再造計劃，成立新骨科手術室，院方將其定名為“梅艷芳骨科手術室”、香港醫學博物館、東華三院福幼基金、九龍醫院、香港大學教育學院模擬課室及國內兒童福利等用途；還曾捐贈百萬興建“東華三院護老中心”，真正為各地華人社群的醫療、安老、教育、社會福利及研究等各個領域帶來支持和鼓舞，體現及光大了“四海同心”的慈善精神。
1994年9月7日，梅艷芳與葉蒨文、王菲、劉德華及張學友參與「天王天后慈善音樂夜」，為瑪麗醫院癌症中心籌募擴展經費演出。
1999年5月21日，出任“樂施大使”赴雲南探望兒童。
1999年9月21日台灣大地震，香港演藝界發起「送暖到台灣」及「香港演藝界921傳心傳意大行動」，梅艷芳積極參與，並與台灣歌手張惠妹於活動上獻唱《但願人長久》。
2002年美國加州州長頒發梅艷芳“傑出慈善藝人”榮譽，同年12月15日出席保良局活動，當場捐款助養500兒童。
2003年2月16日SAA動物捐贈大行動、加港星輝耀頤康（演唱似是故人來）、發起“茁壯行動”。同年10月聯合國亞太殘疾人組織在瀋陽發起“10.25愛心永恆巨星演唱會”，梅艷芳負責牽頭召集演出人員，後因身體原因，未能出席此次演出。梅艷芳去世後，為發揚和延續她的善心，梅艷芳國際歌迷會和《梅艷芳「四海一心」慈善基金》依靠既有資金和歌迷、友人的捐贈，繼續為社會募集善款。
2004年梅艷芳逝世一週年之際，《梅艷芳「四海一心」慈善基金》將電影《十面埋伏》劇組及“週年祭慈善晚宴”籌集的善款捐贈香港大學做研究用途，包括設立梅艷芳四海一心數碼多媒體教研室。
2008年5月汶川大地震期間，歌迷會和《梅艷芳「四海一心」慈善基金》分別向災區捐贈十萬善款 。此外還先後捐助了香港“監護者早期教育中心”、“福幼基金會”以及“樂施會扶貧發展工作”等公益事業。為支持中國貧困地區的希望工程事業，同年經紀人王敏慧及友人林建岳在梅艷芳逝世五週年之際籌款建立了“貴州省惠水縣打引鄉梅艷芳第一小學”。
2011年歌迷會再次捐款建立“廣西省藤縣天平鎮大坡龍田梅艷芳第二小學”，為貧困地區的教育事業做出貢獻。
2012年籌建“梅艷芳第三小學”，已於2013年7月在甘肅省定西市安定區竣工落成。
2013年12月30日為紀念梅艷芳逝世十週年舉行的“梅艷芳·10·思念·音樂·會”，扣除有關開支後，收益餘款約有36萬，張學友和曾志偉私下再捐出善款來補足數字總共50萬，全部會捐助“兒童癌病基金”。

## 紀念活動

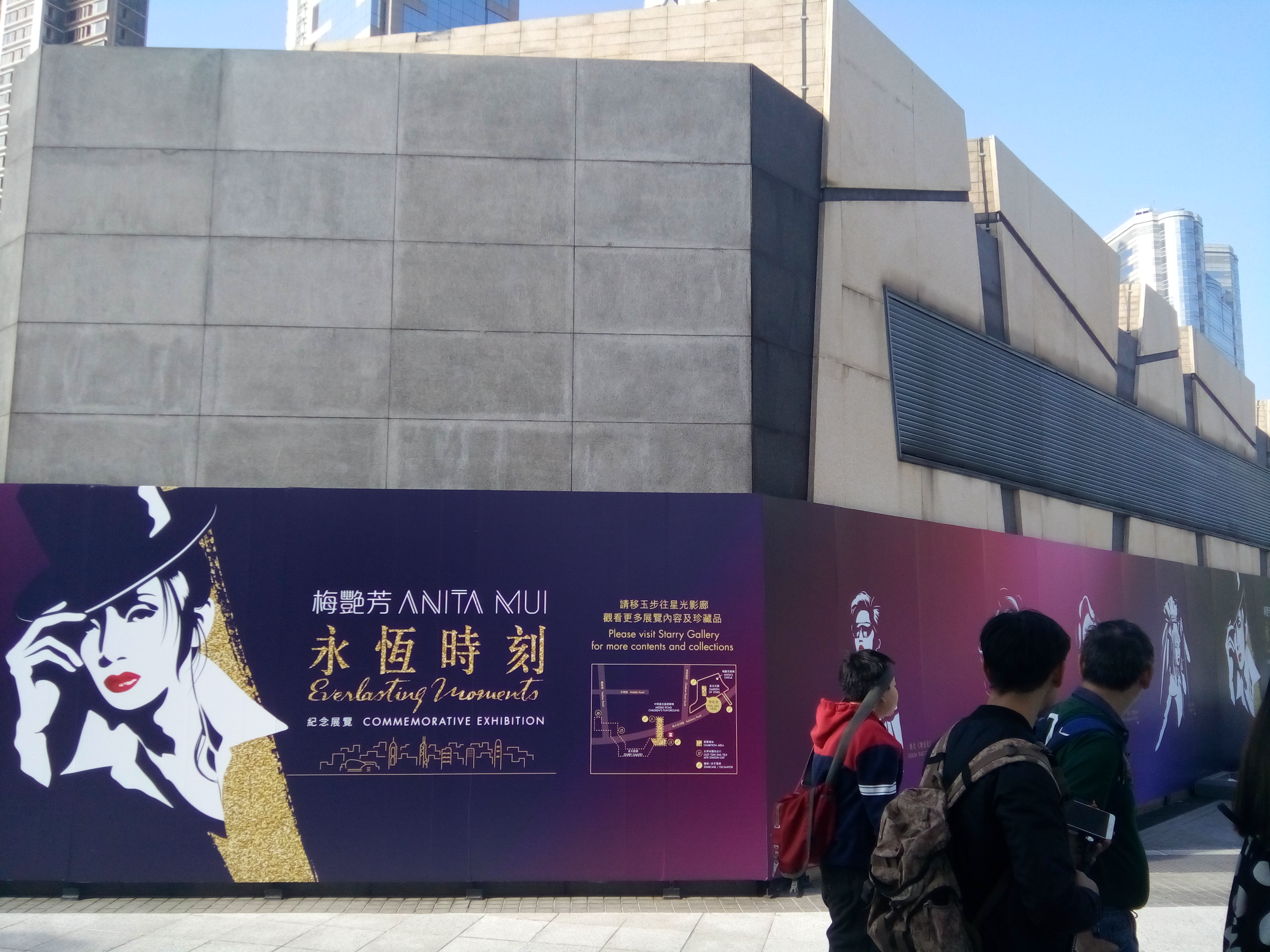
梅艷芳「永恆時刻」紀念展

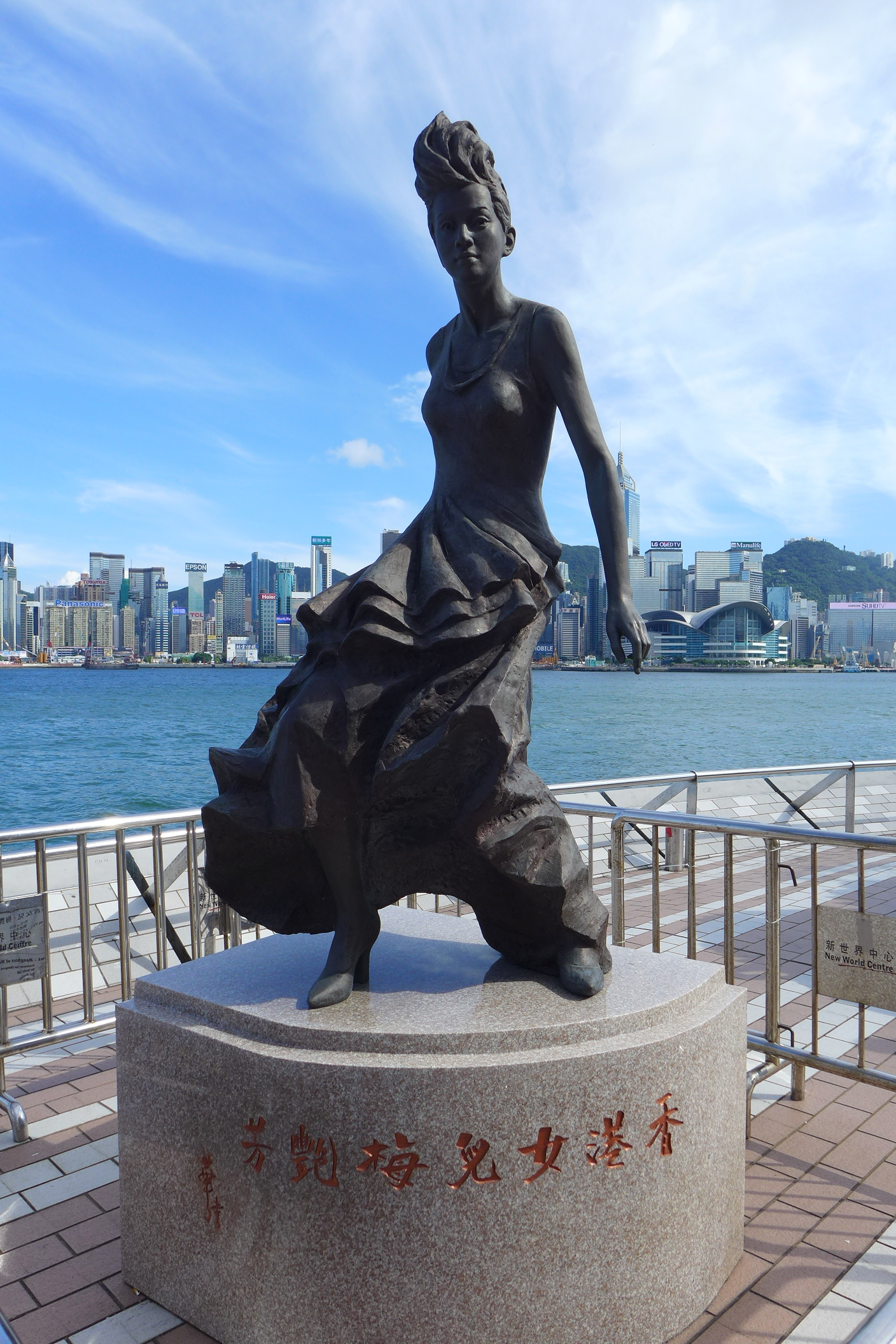
香港星光大道「香港女兒梅艷芳」銅像

自梅艷芳離世後，基於她作為香港的象徵，香港社會各界對她的紀念活動一直未終止過。演藝界和傳媒每年都會在她生辰及忌辰製作/舉辦紀念節目及活動。
2004年1月1日凌晨，張惠妹於台灣參與倒數活動，她獻唱梅艷芳的歌曲《親密愛人》，希望大家可以像梅艷芳般堅強，珍惜眼前人。
2004年1月初，無線電視播放《梅艷芳最美麗的回憶》紀念特輯收視高達29點，即有187萬觀眾收看，《娛樂大搜查悼念梅艷芳》平均收視更高達31點，即二百萬觀眾收看。而亞洲電視製作的《懷念 梅艷芳》亦有12點收視，約77萬觀眾收看。
2004年10月10日，梅艷芳的歌迷舉辦珍惜聚會時紀念活動，並於當日在報章刊登全頁廣告向梅艷芳表示祝福。
2004年12月，歌星李克勤在《環球10週年演唱會》中翻唱《夕陽之歌》以示懷念。
2005年，陳奕迅的專輯《U87》裡，林夕再用梅艷芳2003年告別演唱會最後唱的那首歌《夕陽之歌》這個題材寫了一首歌——《夕陽無限好》，作為梅艷芳逝世兩週年的紀念。同年11月，林子祥在演唱會上翻唱寫給她的《抱緊眼前人》。
2006年，徒弟何韻詩、草蜢和許志安獲倫永亮邀請翻唱《烈燄紅唇》和《黑夜的豹》。
何韻詩多次在紅館舉行個人演唱會時，「One.Tel We Stand As One HOCC Live in Unity」、「何韻詩Memento Live演唱會」以及「何韻詩2009演唱會—SUPERGOO」均有向師傅致敬的環節。
2009年，梅艷芳46歲冥壽，何韻詩和草蜢在「何韻詩2009演唱會SUPERGOO」演唱一段「Anita Medley」（連唱《愛將》、《妖女》、《壞女孩》、《夢伴》），何韻詩還唱了一首為梅艷芳而寫的新曲《妮歌》，獻給恩師。
2013年，梅艷芳逝世十周年，她的唯一女徒弟何韻詩衝破自己多年不敢觸及有關師傅梅艷芳的一切，不敢聽她的歌、不敢看她的MV和電影的心理關口特別推出特別專輯《Recollections》，翻唱《似是故人來》、《夕陽之歌》等梅姐80年代的經典金曲共13首，由馮翰銘和何秉舜監製。此外，何韻詩更邀請梅姐生前的好友黎小田、倫永亮和黃偉文攜手合作全新紀念歌曲《月移花影動》，以紀念恩師，共同追憶一代芳華。此專輯更以她們師徒的合成照為封面，而所收到的版稅將會全數作慈善用途。專輯加贈由導演關錦鵬和美術指導張叔平製作的《似是故人來》MV和製作特輯DVD。
2013年2月26日，容祖兒在IFPI香港唱片銷量大獎頒奬禮2012上演唱《親密愛人》，並和古巨基合唱《緣份》。12月26日，香港電台普通話台播放《默默的相思》，紀念曾改編坂本九作品的她。香港無綫電視亦錄製音樂特備節目，分為兩集，在本月20日及27日晚播出，訪談部份邀請梅艷芳生前大批好友包括曾志偉、劉培基和徒弟何韻詩等追憶難忘往事和對她的感受；音樂會部份安排後起之秀重新演繹其經典老歌，張敬軒、王菀之、《星夢》歌手都將參與其中，節目監製麥鎮東表示，這也是秉承梅艷芳愛栽培後輩之理念。同年12月27日，為紀念梅艷芳逝世十週年， 歌迷組織「芳心薈」於九龍灣國際展貿中心MUSIC ZONE舉辦一場《梅艷芳十年‧安歌慈善 Band Show》， 參與歌手包括盧巧音、何超儀、 THE UNI BOYS、鄧建明、雷有輝、周啟生、黃良升、劉以達、CLOSER、A-DAY、BAND AID + CADY、CLIFTON & THE GREEN FIELDS；資深歌迷PATRICK JEE邀請《芳華絕代》作曲人及大碟監製溫應鴻攜手合作製作了全新紀念EP《安.離.她. (ANITA) 十年》，包括五首歌曲《安歌》、《離開以後仍挂念您》、《她的一生》、《明年今日》、《十年》， 並於舉辦《梅艷芳十年‧安歌慈善 Band Show》當日在會場內發售。
2013年12月30日，為紀念她離世十年而舉行的《梅艷芳·10·思念·音樂·會》萬人矚目，是次音樂會由她的親密好友張學友發起，並由張跟曾志偉策劃；一眾生前好友，包括成龍、譚詠麟、梁朝偉、劉德華、郭富城、張曼玉、梁家輝、劉嘉玲、林子祥、林憶蓮、鍾楚紅、張惠妹、何韻詩、陳奕迅、許志安、蘇永康、梁漢文、鄭秀文、杜德偉、蘇志威、蔡一智、蔡一傑、楊千嬅等均身穿黑衣出席並致辭。人人都面帶悲傷，曾志偉和劉德華在致辭時不禁落淚，張學友泣不成聲以致不能致辭。
2014年7月18日（梅姐參加“第一屆新秀歌唱大賽”的紀念日），由梅艷芳的一班歌迷“芳心薈”籌劃、著名雕塑家曹崇恩雕塑的高達兩米的銅像《香港女兒－梅艷芳》豎立在香港星光大道上，底座刻有劉德華題寫的“香港女兒梅艷芳”幾字。 這是繼李小龍銅像後，香港星光大道豎立的第二座人物銅像。
2014年7月，香港三聯出版社出版《最後的蔓珠莎華：梅艷芳的演藝人生》一書，訪問了她生前合作過的導演、音樂人、藝人，包括關錦鵬、許鞍華、許冠文、黎小田、倫永亮和許志安等。同年9月，此書的簡體字版在中國大陸出版。
2014年10月10日，梅艷芳51歲冥誕，索尼音樂懷念巨星，特別推出未曝光的珍貴現場演出DVD《1997芳蹤乍現台北演唱實錄》，並趁機為其名字正名，將台灣慣用的「豔」字改為「艷」字。
2016年，香港歌手林子祥在《佐治地球40年演唱會》走到觀眾席唱《最愛是誰》時，不禁流下男兒淚，一邊唱一邊喊，再次觸動到懷念故人的情緒，
早前曾在訪問中提到獻唱《最愛是誰》時總會想起為好友梅艷芳擔任其生前最後一次演唱會嘉賓的畫面。
2017年，章子怡在演员的诞生第三期以舞台剧方式主演胭脂扣，向这位前辈致敬。
2017年，有專欄回顧梅艷芳事業顛峰期的《百變梅艷芳再展光華87-88演唱會》之中不同的造型，並邀請到當年為梅艷芳設計服裝的劉培基先生親述當年每套時尚的歌衫背後的複雜故事。
2017年，梅艷芳國際歌迷會夥拍地區組織「城西關注組」及「環環好日誌」，於山道舉行《胭脂扣》電影放映會，重回山道現場懷緬如花及十二少，有超過300百名歌影迷出席，坐滿整條山道，久未在港出席公開活動的導演關錦鵬亦親臨現場，分享當年的拍攝點滴。
2017年5月，中國大陸作家暗地妖嬈（本名章苒苒）出版《這世間始終你好：梅艷芳傳》一書，由北京聯合出版公司出版，香港繁體字版由中和出版有限公司2020年2月引進出版。
2018年7月11日，國際天文學聯合會的小行星中心出版的「小行星通告」新增了45顆中文小行星，其中1顆命名為「梅艷芳小行星，編號 55384 Muiyimfong」（臨時編號 2001 SQ267），此顆小行星是由香港業餘天文學家楊光宇在2001年9月25日發現。
2018年7月17日至9月26日，台灣誠品敦南店舉辦致敬永遠的百變天后梅艷芳「親密愛人特展」。
2018年11月，香港導演高志森應梅艷芳歌迷組織「芳心薈」邀請，執導梅艷芳逝世15周年紀念電影《拾芳》，憑此片於《第14屆中美電影節（Chinese American Film Festival）》中獲頒發「年度最佳導演奬」殊榮，高志森親往領獎表示：「謹以此奬項獻給梅艷芳！」
2021年11月，製作人江志強籌備及拍攝了六年的一部人物傳記《梅艷芳》上映，紀念已故巨星梅艷芳。江志強表示梅艷芳當年找他希望能為她拍一部傳世的電影，他找導演張藝謀特地在《十面埋伏》中為她設計了一個角色；可惜最後因為她的離去，無法實現她的遺願。開拍電影《梅艷芳》就是填補最後合作不成的遺憾。電影《梅艷芳》成為2021年香港最賣座的華語電影。
2021年11月6日，無綫電視翡翠台推出由曾華倩主持紀念特輯《情懷未變 梅艷芳》，節目收視率達18.1%。
2023年12月24日，為紀念一代巨星梅艷芳逝世20週年，香港文化博物館舉辦「絕代芳華・梅艷芳」展覽，展出70組有關梅艷芳的展品如唱片封套、舞台服飾、電影海報和劇照，以及明星卡和電視雜誌等流行文化產物等，讓大家一起緬懷這位巨星在音樂和電影方面的超卓成就，以及回顧她對香港流行文化發展的貢獻。展覽為期9個月，到2024年9月2日結束，入場總人次超越四十萬，打破香港文化博物館單一展覽入場紀錄。
2023年12月30日，無綫電視翡翠台相隔兩年後推出由糖妹聲音導航20周年紀念特輯《永遠抱緊 梅艷芳》，節目收視率達15.3%。
2024年1月6日，無綫電視翡翠台當天晚上21:30–23:00重播音樂電影《永遠抱緊 梅艷芳：梅艷芳音樂電影巴西熱浪嘉年華》。

## 個人生活
她初出道時以「壞女孩」形象示人，引人瑕思，當時香港曾盛傳她臂上有紋身。在1980年代香港，紋身仍是黑社會的象徵，這一消息令不少樂迷感到困惑。但梅在1987年出版的唱片封套，及1990年的演唱會中露出手臂，以澄清紋身傳聞。

### 感情
梅艷芳離世前，在多次公開場合中，對沒有兒女、未曾結婚，坦言不無所憾。她曾遇上多段戀情，但最終由於種種原因，愛情未能開花結果。
進入演藝圈後，梅艷芳與苗僑偉合作電視劇《香江花月夜》互生情愫，短暫交往後協議分手。之後她與富家子鄒世龍相戀，一年後分手，阿梅曾直言：「大家年紀輕，脾氣都硬！」
1985年，近藤真彥來港開演唱會，二人因而認識，翌年演唱會再遇，便開始交往。後因近藤真彥與其他女星感情瓜葛不斷，戀情無疾而終。她曾說：「虧我當年待他那麼好」，但在病逝前曾秘密訪日與近藤真彥「道別」。梅艷芳逝世后，近藤真彥連續三年到香港拜祭舊日戀人。
1989年，梅艷芳與模特劉米高在拍攝手錶廣告時認識，後兩人展開戀情，短暫交往後分手。兩人分手後亦曾拍攝〈傷心教堂〉及〈夏日戀人〉音樂錄像。1990年，梅艷芳舉辦夏日耀光華演唱會時，劉米高也從澳洲回來捧場，二人雖已分手，梅艷芳還是向他唱了「SUMMER LOVER」。
1990年，梅艷芳與就讀英國劍橋大學的圈外人保羅交往。梅艷芳的一首國語歌親密愛人是屬於保羅與梅艷芳的歌。1991年，梅艷芳宣布與保羅分手。
1991年，梅艷芳與林國斌相戀時，據聞有一次她被黑社會人物掌摑，當時林國斌不離不棄陪在一旁，但林國斌星途遠不及女友，他曾自嘲別人都認為自己被女友「包養」。1994年，二人交往三年後分手。
1995年，趙文卓與梅的姊弟戀情曝光，轟動香港娛樂圈，但梅艷芳的名氣，為兩人帶來沉重壓力，兩人最終分手。與趙文卓感情破裂後，梅日漸消瘦，但最後心結還是解開了。之後與趙在公開場合碰面則顯得女方大方、男方尷尬。梅曾表示與趙文卓的分手是個誤會，若有盡力挽救這段感情的話則早已是趙太。趙文卓受採訪時則笑說那大概是梅在說笑吧或是其他人編造出來的。當梅艷芳罹患癌症的消息傳出時，趙文卓即送上祝福並希望自己是神醫。

### 親情
少時家境窘困的梅艷芳從小與姐姐梅愛芳一同登台演出，兩姐妹四處登台彼此照顧，感情非常深厚。梅艷芳與張國榮感情深厚，情逾骨肉，公開稱之為家人，在80年代又跟契兄成龙，契妹羅美薇一同與何冠昌夫婦上契，而何冠昌更為她改了一個與他親生女兒差不多的名字 ╴何加男。在她的葬禮上，包括何冠昌遺孀、張學友夫婦在內的契媽和金蘭姐妹都坐在家屬席的重要位置，張學友更是身著孝服側席而坐。坊間普遍認為，她跟演藝界眾“親戚”的關係，比自己除了姐姐外的家人還要好。此外，她與謝霆鋒是結拜姊弟。

### 友情
梅艷芳一生珍惜朋友、交遊廣闊，她在娛樂圈裡是公認的豪爽與仗義。正因為這種真誠、博愛、俠義的性格使她成為演藝界尊崇的“大姐大”。 梅艷芳身上，更有一種與生俱來的使命感與責任感。這種使命感和責任感讓她在成名後努力提攜後輩，同時依舊關心香港慈善事業和社會公益事業，哪怕是在患病之時也未曾放棄。2002年，梅艷芳在慶祝入行二十年的紀念節目上對大家說：我在娛樂圈闖蕩二十年，四個字概括：“友情歲月！”梅艷芳曾這樣形容她對友情的看法，「有人擔心我交友輕信，會被人利用，但我覺得那都是一種『施』，『施比受，更有福！』，不計較有否回報，其實都很開心。」。

### 梅家班
梅艷芳在歌壇、影壇二十餘載，親自帶新秀參賽者入室弟子包括草蜢、許志安、何韻詩、譚耀文和彭敬慈，並稱「梅家班」，梅艷芳對眾多後輩也關懷有加。

### 遺產
2003年梅艷芳去世後，其遺產由滙豐信託管理。由於梅艷芳早在生前為阻止其母覃美金胡亂花費，因此成立信託基金，每月提供七萬元生活費給其母，另外資助其二哥及姐姐的四名年幼兒女讀書至大學畢業及把兩個物業贈予好友劉培基。他日覃美金死後，剩餘遺產會捐贈給妙境佛學會。
覃美金一直依靠女兒遺產所提供的生活費過活，她聯同梅艷芳兄長梅啟明多次提出法律訴訟，希望取得全部遺產。2009年4月，她更加曾經表示因為生活苦悶，要求由遺產提出80萬元，讓她可以「八十萬元環遊世界」，法官張舉能聽畢雙方陳詞，即時拒絕梅媽申請，並指出每月給她12萬元生活費已經很慷慨。
覃美金兩度敗訴之後，在2010年10月7日終於獲得上訴庭批准，可上訴至終審法院。2011年5月9日，終審法院判覃美金敗訴。同年梅啟明和梅德明，入稟高等法院指遺產信託人，疏忽處理梅艷芳生前簽署的遺囑和信託書，導致遺產損失而索償15億元，卻被高院將案件剔除，反被下令要支付訟費。
2012年4月26日，覃美金由於拖欠230萬元律師費，被法庭頒令破產。梅艳芳的哥哥梅啟明在2013年1月17日因為不能支付17.7萬元訟費而被法庭頒令破產。
由於覃美金不斷入稟法院挑戰梅艷芳的遺囑，使梅艷芳留下的信託基金內資金耗盡，於是信託基金分別在2013及2015年拍賣梅艷芳所有遺物及物業，包括梅艷芳生前所有獎項，甚至連遺物中的「未拆牌泳衣套裝」也拿出來拍賣，事件引起公憤，演藝圈內更群情激憤，於是梅艷芳生前好友，梅艷芳國際歌迷會等聯手出錢回購獎項，甚至以最高成交價155萬港元投得極具價值的新秀冠軍獎座，避免獎項及紀念給予他人。

## 江湖恩怨
1992年5月4日，梅艷芳在九龍塘根德道22號、黃百鳴旗下的「Take One」卡拉OK和朋友消遣，期間有14K及湖南幫背景的社團人士兼電影公司東主黃朗維與她發生衝突，梅艷芳更被黃朗維掌摑（另一說法是梅被打了一拳），之後梅艷芳找向華強之妻陳嵐求助，事件驚動兩大幫會200多人前來「晒馬（展示幫會實力）」。5月5日，黃朗維於灣仔一酒樓晚膳後遭人持刀斬至重傷，被送到浸會醫院留醫。5月7日，有兩名殺手佯裝探病，到浸會醫院病房近距離槍擊黃朗維，黃頭部中槍身亡。（根據蕭若元所說，黃朗維是被陳耀興斬傷，黃朗維被斬後揚言必要殺死陳耀興作為報復，因此陳耀興先下手，找人殺死黃朗維。）命案後梅艷芳立刻離開香港，到泰國避風頭。因槍擊事件被指涉及新義安綽號「灣仔之虎」的骨幹成員陳耀興，7月8日警方拘捕陳耀興，當晚有近200名幫會成員包圍警局要求放人。1993年11月，陳耀興在自簽擔保期間到澳門參加格蘭披治賽車比賽，11月21日凌晨在酒店外被三名槍手伏擊，槍手連開約十槍，當時陳耀興打算開車逃走，最後陳在車內頭部中槍身亡。當時有傳殺陳耀興的主謀是黃朗維之兄黃朗輝（蕭若元指主謀是黃朗維之妻），更有人揚言梅艷芳是下一個目標，最後有傳梅艷芳花了一千萬元以平息事件，此事為謠言。梅艷芳入稟法院狀告某雜誌造謠梅艷芳花錢擺平，最後雜誌社與梅艷芳達成私下和解，雜誌社賠付梅艷芳一筆賠償金。黃朗維和陳耀興兩宗兇殺案，至今仍未破案。

## 人物評價
音樂上，梅艷芳風格多變，2009年經“世界紀錄協會”評定，以全球個人演唱會總計292場當選“全球華人個人演唱會最多女歌手”。她35歲獲得香港樂壇最高榮譽“金針獎”，40歲獲得中國金唱片獎（國家級音樂獎）的藝術成就榮譽。
電影上，她先後獲得兩岸三地的影后榮譽（金馬獎、金像獎、金鹿獎），在20年（1985年至2005年）香港電影累計票房中位列女演員第三。去世後獲得香港電影金像獎追授“演繹光輝永恆大獎”，被中國電影表演藝術學會評入“中國電影百年百位優秀演員”。
「梅艷芳也同樣有情有義，出錢出力。當年，我們曾打算在美加，再舉辦類似香港的『民主歌聲獻中華』，為海外民運團體籌款，支援流亡在海外的民運人士。籌備過程中，梅一口答應到美加義演，分文不取⋯⋯雖然海外義演最終搞不成。但為了抗議六四鎮壓，她多次拒絕應邀到中國大陸演唱。以她那時的高身價，在眾人的心目中，正是返中國大陸掘金的黃金機會⋯⋯梅雖然自小在娛樂圈捱大，讀書不多，但深明大義，不為這些名利所動，真是難能可貴。可惜天妒紅顏，我們也痛失一位難得的戰友。」（支聯會創辦人、教協首任會長司徒華）
梅艷芳唱過《壞女孩》的叛逆，也唱過《似是故人來》的典雅；唱過《烈焰紅唇》的性感，也唱過《夢里共醉》的傳統。她的風格是中國與西洋的結合，彷彿香港這座城市的時代文化縮影。 ”（樂壇人物評價）
梅艷芳在有限的時間裡盡情發光發熱，告訴我們如何才沒有白活一場，讓我們反思生命的意義。雖然我們不能改變生命的長度，但卻可以改變生命的寬度 （林夕評價）。
梅艷芳的歌藝是香港樂壇的頂尖，這是事實，不容置疑。我清楚記得她參加第一屆《新秀大賽》，年紀輕輕，但舉手投足，咬字吐句，全是大家姐風範。而她天生的身體語言絕佳，在舞台上配合舞步，簡直令人神為之懾。梅艷芳天分極高，近似粵劇泰斗新馬師曾先生。我曾戲稱梅做“女新馬”。歌藝這麼精彩的人，竟然如煙花的彩，空余光影在腦海，人間已再難見其人了（黃霑評價）。
阿梅不只屬於演藝界，更是屬於全香港 （成龍評價）。
我好鍾意阿梅，阿梅是我偶像，舞台上她光芒同造詣，我敢得罪講句沒有人及得上她，因為阿梅是個好全面的藝人 （沈殿霞評價）。
梅艷芳這個女人很有味道，她是個很有愛心的人，甚至可以將整個心擺出來給你，她答應了的事就一定會幫到底。得知梅艷芳生病，最難過是看着她的病情愈來愈嚴重，她卻仍在奔波，她在生命的最後依然堅持開演唱會，就是想在走之前跟大家分享她最愛的歌唱和跳舞。（楊紫瓊評價）。
失去這瑰寶，對演藝界是沉重的打擊，但阿梅在離開前，留下了一份珍貴的禮物。她用積極的態度、堅強的精神，讓我們學懂如何放下。梅艷芳重視友情，這份友情不是一時，而是一世。她用有限的生命，帶來無限的回憶，她永遠是我們心中的女主角（鄭裕玲評價） 。
阿梅是我們樂壇不可多得的奇才。梅艷芳是香港之榮光，並希望歌迷化解悲痛，學習阿梅鬥士的精神，勇敢面對生活 （譚詠麟評價） 。
我和阿梅是好拍檔，大家都是工作狂，演唱之時，我們可以合到心靈相通，有默契之至。能找到一個如此好的拍檔，是我最開心的事。遇到什麼心事、難題我都會找她傾訴，雖然她的年紀比我輕，但是人生經驗豐富，而且懂得體諒別人，以致我對她無話不談，簡直就彷如兩兄妹般。梅艷芳是一個永不言敗的女孩子，她的信心強，野心也大，所以她會用儘自己的能力去爭取應得的一切，這點無疑令我十分佩服的 （張國榮評價） 。
阿梅的性格是“寧可天下人負她，而她決不會負天下人”。她對新人、對一些需要照顧的人，她會照顧得無微不至 。有你就有我，如果有輪迴的話，下世都做好朋友。（劉德華評價）。
阿梅是個很“男人”的女人，非常夠義氣，朋友們聚餐她永遠搶著付錢。我覺得梅艷芳是真正屬於舞台的，她可以控制整個舞台，舞台就好似她家，她一上舞台就變成了另一個人（張學友評價）。
梅姐是屬於舞台的，沒人可以代替她 （郭富城評價）。
阿梅在圈子裡的人緣可以算是第一，因為幾乎所有認識、不認識她的人都支持她。其實從一般演員變成明星容易，但要成為巨星，關鍵要看人緣。這個圈子人緣很重要，像她這樣的巨星對所有人都很真誠，尤其是下層人士都很真心，不會有兩種面孔（曾志偉評價）。
阿梅是百年難得一見的演藝天才，能夠同她合作過，是我的榮幸，她不愧是香港娛樂圈的大姐，不但歌藝演技出色，還致力於回報社會，號召娛樂圈人士為社會做了不少工作。（周星馳評價）。
在合作的女性當中，印象最深是梅艷芳，我很喜歡跟她合作，她是個很爽的女人，很少有女演員走在一起沒有妒忌心，而梅艷芳就是一個沒有嫉妒心的人，很舒服，是個影響力很大的女人（張曼玉評價） 。
梅艷芳性格豪爽、有情有義、為人真誠，在圈子裡的人緣可以算是第一，更熱心栽培新人，有愛心，一生不斷做善事，希望她的勇敢和堅強一直會在我們心裡面，她的敬業一直是我們學習的榜樣 （梁朝偉評價）。
我非常欣賞梅艷芳，她是一個非常好的表演家，尤其是在舞台上，她在舞台上的魅力，在我心目中，是無人可以代替的 （梁家輝評價）。
梅姐她很有義氣，是現代女俠 （劉嘉玲評價）。
阿梅給我的感覺就是仗義、正氣的代表！我祈求來世我很能有幸與阿梅一塊演戲，我還要作她的好朋友 （王祖賢評價）。
梅姐是一個天生的藝人，能演能唱，人又豪爽，她的過世讓華人世界少了一顆巨星，演藝圈黯淡許多；她是我心目中的女中豪傑！（葉童評價）。
梅艷芳對香港來講是非常重要的，香港現在少了一顆最閃亮的星星，她是香港的女兒。我相信我會一直想念她 （葉倩文評價）。
梅姐是我最欣賞的前輩，她對人生積極的態度令人敬重。昔日跟梅姐相處，她說的每一句話我都銘記於心（鄭秀文評價） 。
美國超級巨星有Michael Jackson、Madonna，香港就有Anita，她是我們的Super Star，我每次聽到《裝飾的眼淚》都會很感動。她的風格與別不同，除了聲線外，台風也一流 (李玟評價)。
我很多不能告訴別人的心情，都向梅姐傾訴！來生，我還會喊她一聲姐! （謝霆鋒評價） 。
師父對我不只是影響那麼簡單，真的是把我塑造成型的人。她讓我懂得怎樣去面對我的人生，尤其是她那種“俠女”性格，對我的影響潛移默化。我希望可以像她一樣，很用心地為社會做一些事（何韻詩評價）。
雖然梅姐的年紀不是比我大很多，但在我心裡她一直是個大姐。我是敬佩她愛音樂和為人做事，現在像她這樣的人已經很少了。我對她的感覺只有兩個詞：珍惜與尊重 （陶喆評價）。
梅姐在台上跟台下是完全不同的一個人，在台上是很吸引人家的眼睛，就是很想要看，在台下就是親和力很強，人很好，挺溫柔的，有時候挺搞笑的一個姐姐 （房祖名評價）。
梅姐一生不斷做善事，甚至離開了也繼續做，這種精神很值得學習。梅姐她走之前跟我說過，當一個歌手或者藝人最要交代的就是你的歌迷，你的知音，我覺得蠻對的 （陳奕迅評價）。
梅姐是我好尊重的前輩，而她給我最深刻的印象，就是她做事好努力，又好照顧身邊人 （陳慧琳評價）。
很多時候梅姐都會出來幫我們討公道，她給我們非常好的一個啟發，就是我們好像應該她那樣，更加努力地生活，堅持到最後一分鐘 （楊千嬅評價）。
我覺得梅姐很好，對每一個人都很好，因為我自己有一個非常深的感觸就是，我們工作其實已經很忙，連家人或者朋友也沒太多時間去照顧，自己都照顧不了，所以我覺得她真的好厲害，可以幫很多人 （容祖兒評價）。
我覺得梅姐很照顧我們後輩，雖然說我不是跟她同一個公司，也不是她的徒弟或是什麼人，但她看到我會拍拍我的肩膀鼓勵我 （梁詠琪評價）。
我是聽著她的歌成長的。一直到今天，她始終都是我的偶像。雖然沒有機會和她接觸、合作，但一直都知道她對事業很執著，即使患了癌症也依然不斷地追求。她的突然離世，使我有機會看到她大量的節目表演和各種介紹。一瞬間，我才發現我並沒有完全真正了解她。藝術上的成熟魅力和性格上的堅毅，以及對社會公益事業的責任感和投入，包括對朋友的關愛和支持，我對她更是肅然起敬。她不僅是難得的優秀藝人，更是娛樂圈全體同仁的楷模。我們在悼念她的同時，也會將她的這種精神發揚，對於她曾指出的中國大陸藝人不夠敬業一事，我們對她最好的致敬方法，莫過於把這種意見變成對我們的一種鞭策。新近成立的中國音樂家協會音樂表演者權益保障中心將為中國大陸藝人創造一個健康的發展空間和良好氛圍（解曉東評價）。
梅姐她是生命力量的象徵，還記得她為劉嘉玲裸照事件出頭，她總能教給我們這些年輕小輩不少為人的道理 （章子怡評價）。
梅姐是個非常豪爽、非常義氣的人，她很知道保護和栽培新人，她是我最喜歡也最敬佩的女藝人，歌舞、演戲無所不能（李冰冰評價）。
梅艷芳是空前絕後的叱吒樂壇的女皇，也是香港樂壇成長時代的里程碑，她在同行的人品、成就是有口皆碑的，她的才藝是這一行的佼佼者，華語樂壇沒人可以跟她比 （孫楠評價）。
梅艷芳是我的一個特別好的姐姐，而且我想告訴別人，千萬不要以為很能幹的女人都是嚴厲的，其實她非常非常有女人味，是很醇厚的那種女人 （胡軍評價）。
我覺得阿梅是個很仗義，很會顧朋友的人，行事作風很堅強，很有男子風範，不會把自己承受的壓力表露出來 （任泉評價）。
在我拍《手機》的時候，她曾經來看我，我打算找一位香港男演員來演《天下無賊》，梅艷芳知道後就一直替我聯繫，在她生病後，還在為我找演員的事情操心，令我非常不忍。梅艷芳的心裡裝著別人，她當選香港演藝人協會主席時，許多導演都去捧場，梅艷芳非常謙虛和周到地道謝，她大口地喝酒，兩個小時後便醉倒了。醒來以後，她給每一位導演打電話致歉，說她沒有照顧好大家（馮小剛評價） 。
她是我覺得在華人樂壇裡面，她是一個，她已經，就是神，女神這樣。我小時候看她，她已經敢染各式各樣的顏色，敢穿各式各樣的衣服。就是在挑戰一些，她一出來就是大家所有的流行指標這樣，甚至她的表演，還有她戲劇，她又是大姐的風範（溫嵐評價）。
我見識了什麼叫天生藝人！人人都有天分、質感和能力，但梅艷芳則沒有人可以學到。梅艷芳提攜了許多後輩人，在身邊朋友有難時，她挺身而出——“珍惜身邊的人”，她做到了 （關錦鵬評價） 。
梅艷芳是那種不用教就會演戲的天才，那種人是千年不遇的。她像男孩一樣，可以說是很有義氣的 （爾冬陞評價） 。
阿梅對角色的理解力令我驚訝（許鞍華評價）。
阿梅是傳奇中的傳奇，在香港娛樂圈二十多年才培育到如此一個聲、色、藝俱全的藝人，她的傳奇永存於香港人心中 (著名音樂人李進評價) 。 
阿梅是堅強女性，歌聲跟性格一樣豪放，對娛樂圈貢獻很大 （吳宇森評價） 。
梅艷芳無可取代，她是近代最好的女藝人。梅艷芳天生有俠氣，她和楊紫瓊、張曼玉演《東方三俠》有場“大家斗篷一甩，慢動作走出”的鏡頭，梅艷芳那俠氣自然天成的感覺，就是比另外兩人濃 （杜琪峰評價） 。
在我心目中，梅艷芳是一個天才演員。她在《胭脂扣》、《英雄本色III夕陽之歌》，《半生緣》等許多電影裡都曾創造過非常成功的銀幕形象。我很看重她性格里有決斷、敢擔當的那種大姐氣質，而正是這種氣質吸引了我，決定邀請她來參演《十面埋伏》。她現在突然去世，讓我感到很遺憾（導演張藝謀評價）。
梅艷芳與生俱來就有一種不凡的演藝天分，無論在舞台或銀幕上，都具一種令人難以抗拒的魅力 （導演羅啟銳評價）。
我覺得梅艷芳是一個非常有才華的女星，唱歌演戲都非常出色。即使高燒到39度，她都可以照樣踏上台板唱歌，唱完了，一回後台，走了兩步就暈了，馬上送往醫院。她是一上舞台就像著了魔，達到忘我的境界，充滿能量，像是變了另一個人一樣。她是要做到“我在台上唱歌，全世界都要在聽，我表演，全世界都要在看”。她天生就是一個一流的表演者，非常難能可貴的演出家。她走了以後，我再沒有見過一個天賦才華有她七、八成的女星了（企業家楊受成評價）。
梅艷芳是我見過很少有的天才，演戲的天才 （藝術家葉錦添評價）。
梅艷芳絲毫沒有所謂大牌作風。她不論出現在哪裡都非常和善。對歌唱的投入之深，常常讓所有人一邊感動一邊演奏。現場氣氛如此之熱烈，看得出觀眾是多麼愛戴她 （著名指揮家陳燮陽評價）。
或許是小時當歌女，被人瞧不起的經歷，她對社會不公平的事情，都要站出來講話，這種人在演藝圈裡很少 （監製金廣誠評價）。
她特別看重朋友，要求自己很嚴格，卻能夠寬容朋友的何缺點。我覺得像這樣的人太少見了，認識她是一種幸運 （天中文化董事長、金牌經理人李小麟評價）。
梅艷芳雍容豁達有風度（音樂人山奇評價）。
梅艷芳為近十年一個真正以角色內心世界感染到觀眾的東方女演員（西日本新聞評價）。
梅艷芳是非常真誠的一個人，可以說她在中國演藝圈裡是一個典範、一個榜樣 （北京電影學院導演系教授鄭洞天評價）。
梅艷芳是個現象。我認為這現象的發生，起於一個得到上蒼賜予無與倫比的天賦與倔強的個性的人，生長於凡事極端的時代與地方。能歌、能舞、能演，盡皆精絕—是百年難得一見的表演天才了（經濟學家張五常評價）。
梅艷芳為人率真，當她帶領香港演藝協會來中國大陸交流時，她直言中國大陸許多演員不敬業，應該好好向香港的同行學習。而她更是以身作則，在去年四五月間非典流行北京時，為了組織香港演藝界關心艾滋病人的義演，她親自來到北京，並表示這是自己“責無旁貸”的事，在這場義演中，梅艷芳分文不取。所有這些，阿梅都是在以自己的努力來樹立香港娛樂圈的形象（中國導演協會等幾家發起單位的負責人評價）。
梅艷芳極富創意和毅力，憑藉自己的努力將事業帶上高峰，是香港成功的典型例子（前香港特別行政區行政長官董建華評價）。
梅艷芳長期致力於香港演藝事業，屢創佳績，譽滿樂壇，並熱心參與香港及中國大陸的慈善公益活動，貢獻良多（中央人民政府駐香港聯絡辦公室副主任李剛評價）。　　
梅艷芳是真正的香港傳奇，有情有義，有始有終，她把最美麗的一面留給世人。短短四十年的人生路上有許多波折、失意，但她最終成為一位非常值得尊敬的演藝人協會會長。她為爭取公平、公義，亦不在乎付出代價（前香港特別行政區廣播處處長張敏儀評價）。
梅艷芳熱愛事業、關愛社群，為公益、為公義，勇進向前，以演藝界殿堂天后之尊，關懷扶持後進、積極推動香港演藝事業發展，殊堪敬仰(全國政協委員、香港特區立法會委員霍震霆評價）。
我們不會忘記梅艷芳女士對香港與中國大陸影視交流合作所付出的努力。希望貴我雙方繼續加強溝通與交流，共同為中國影視節目走向世界、弘揚中華文化而努力。我們相信，這是對梅艷芳女士最好的懷念（中國國家廣電總局港澳台辦公室評價）。
我們懷念梅艷芳女士在影視歌壇留下的音容笑貌和卓越貢獻。願我們攜手努力，為共同振興中華民族的電影事業做出貢獻（中國國家廣電總局電影局評價）。
一顆燦爛明星的隕落，讓世人無限哀悼。梅艷芳女士在影壇、歌壇創下的優異業績永遠留在人們心中，她充滿活力的生活勇氣和戰勝病痛的頑強精神讓我們萬分敬佩 (中國電影表演藝術學會評價)！ 

## 音樂作品
| - 《心債》（1982年） - 《赤色梅艷芳》（1983年） - 《飛躍舞台》（1984年） - 《梅艷芳》（又名：《似水流年》；1985年） - 《壞女孩》（1986年） - 《梅艷芳》（又名：《妖女》；1986年） - 《蔓珠莎華》（1986年） - 《梅艷芳》（又名：《似火探戈》；1987年） - 《梅艷芳》（又名：《烈燄紅唇》；1987年） - 《夢裡共醉》（1988年） - 《百變梅艷芳之烈焰紅唇》（1988年） - 《淑女》（1989年） - 《In Brasil》（1989年） - 《封面女郎》（1990年） | - 《梅艷芳》（又名：《慾望野獸街》；1991年） - 《親密愛人》（1991年） - 《The Legend of the Pop Queen》（1992年） - 《是這樣的》（1994年） - 《小心》（1994年） - 《歌之女》（1995年） - 《鏡花水月》（1997年） - 《女人花》（1997年） - 《變奏》（1998年） - 《床前明月光》（1998年） - 《Larger Than Life》（1999年） - 《沒話說》（1999年） - 《I'm So Happy》（2000年） - 《With》（2002年） |

## 演唱會
| 日期                                          | 演唱會                                         | 場數    | 演唱會主題曲   | 場地 |
| --------------------------------------------- | ---------------------------------------------- | ------- | -------------- | --- |
| 1985年6月14-28日                              | 《金花干邑梅艷芳海洋皇宫演唱會》               | 15      |                | 香港海洋皇宫大酒樓夜總會（酒樓已於2005年4月17日結業） |
| 1985年12月31日至1986年1月14日                 | 《梅艷芳盡顯光華 泰林獻給你梅艷芳演唱會》      | 15      | 壞女孩         | 香港紅磡體育館 |
| 1986年                                        | 《世界巡迴演唱會》                             | 30      |                | 世界各地 |
| 1987年12月24日至1988年1月15日-1月19日至23日   | 《Konica獨家贊助 百變梅艷芳再展光華》          | 28      | 烈焰紅唇       | 香港紅磡體育館 |
| 1990年7月20至8月18日                          | 《花王百變梅艷芳夏日耀光華》                   | 30      | 封面女郎       | 香港紅磡體育館 |
| 1991年12月23日至1992年1月5日、8-17日、21-27日 | 《KOOL百變梅艷芳告別舞台演唱會》               | 30      | 回頭已是百年身 | 香港紅磡體育館 |
| 1994年                                        | 《情歸何處II梅艷芳感激歌迷演唱會》             | 1       |                | 伊利沙伯體育館 |
| 1995年                                        | 《恆生梅艷芳一個美麗的迴響演唱會》             | 15      | 歌之女         | 香港紅磡體育館 |
| 1995年                                        | 《公益金梅艷芳友好演唱會》                     | 1       |                | 香港紅磡體育館 |
| 1997年                                        | 《1997芳蹤乍現台北演唱實錄》                   | 1       |                | 台北1997年歌友會（限定女性觀衆才能入場） |
| 1998年                                        | 《黃霑、顧嘉煇真友情演唱會》                   | 1       |                | 香港紅磡體育館（以嘉賓身份出席） |
| 1999年                                        | 《Manhattan百變梅艷芳演唱會1999》              | 7       | 艷舞台         | 香港紅磡體育館 |
| 1999年                                        | 《EdeS Spa百變梅艷芳演唱會99延續篇》           | 4       | 艷舞台         | 香港紅磡體育館 |
| 2001年                                        | 《Manhattan梅艷芳 mui music show》             | 1       |                | 香港會議展覽中心 |
| 2002年                                        | 《Jumbo Vacation Club梅艷芳極夢幻演唱會》      | 10      | 芳華絕代       | 香港紅磡體育館 |
| 2003年                                        | 《Manhattan梅艷芳經典金曲演唱會》              | 8       | (不適用）      | 香港紅磡體育館 |
| 1987年 - 2003年                               | 其餘世界巡迴演唱會                             | 96      |                | 世界各地（美國拉斯維加斯、洛杉磯、大西洋城、舊金山、西雅圖、奧克蘭、雷諾、加拿大多倫多、溫哥華、澳洲雪梨、歐洲法國巴黎、荷蘭、英國倫敦、德國法蘭克福、新加坡、馬來西亞吉隆坡、怡保、柔佛州新山、檳城、沙巴、雲頂、台灣台北、高雄、台中、澳門、中國上海、廣州、佛山、番禺、中山） |
| 1985年 - 2003年                               | 首位全球華人女歌手中演唱會場次的最高紀錄保持者 | 共計292 |                | 世界各地 |

## 單元劇、音樂/個人特輯
| 年份 | 名稱                     |
| ---- | ------------------------ |
| 1984 | 我要結婚                 |
| 1984 | 三色梅艷芳               |
| 1988 | 梅艷芳之夢裏風情         |
| 1989 | 梅艷芳巴西熱浪嘉年華     |
| 1991 | 梅艷芳飛越舞台十載情     |
| 1994 | 梅艷芳音樂特輯之情歸何處 |
| 1997 | 梅艷芳音樂特輯之三誓盟   |
| 2001 | 梅艷芳芳華絕代傾情夜     |
| 2003 | 梅艷芳真心相聚           |

## 主持
- 1984 亞洲青年流行音樂會
- 1986 龍鳳呈祥賀台慶
- 1990 萬千星輝賀台慶
- 1991 第10屆香港電影金像獎頒獎典禮
- 1991-1995 翡翠歌星賀台慶
- 1992 歡樂滿東華
- 1992 第15屆十大中文金曲獎頒獎典禮
- 1994 反翻版行動

## 廣播劇
| 年份 | 劇名         | 角色         |
| ---- | ------------ | ------------ |
| 1988 | 鬼咁多情     | 梅翠芳       |
| 1989 | 年輕只有一次 | 欧雪君       |
| 1996 | 雪融後的餘溫 | 阿梅、梅月童 |
| 1999 | 情書         | Helen        |

## 音樂獎項
| 年份 | 獎項 |
| ---- | --- |
| 1982 | 第1屆新秀歌唱大賽 - 冠軍 |
| 1983 | 第12屆東京音樂節 - 亞洲特別獎、TBS獎 |
| 1983 | IFPI香港唱片年會 - 新人獎 |
| 1983 | 第6屆十大中文金曲頒奬音樂會 - 金典奬（赤的疑惑） |
| 1983 | 第1屆十大勁歌金曲頒奬典禮 - 金曲奬（赤的疑惑、交出我的心） |
| 1983 | 十大勁歌金曲季選 - 金曲奬（赤的疑惑、交出我的心、赤的衝擊） |
| 1983 | 第5屆中文歌曲擂台獎 -《赤的疑惑》 |
| 1983 | 第7屆金唱片頒獎典禮 - 白金唱片（《心債》） |
| 1984 | 第7屆十大中文金曲頒奬音樂會 - 金曲奬（似水流年） |
| 1984 | 第7屆十大中文金曲頒奬音樂會 - 最佳唱片封套（《飛躍舞台》） |
| 1984 | 第2屆十大勁歌金曲頒奬典禮 - 金曲奬（似水流年） |
| 1984 | 十大勁歌金曲季選 - 金曲奬（似水流年、飛躍舞台） |
| 1984 | 第6屆中文歌曲擂台獎 -《飛躍舞臺》 |
| 1984 | 第8屆金唱片頒獎典禮 - 白金唱片（《赤色梅艷芳） |
| 1985 | 第3屆十大勁歌金曲頒奬典禮 - 金曲奬（壞女孩） - 最受歡迎女歌星 |
| 1985 | 十大勁歌金曲季選 - 金曲奬（夢幻的擁抱、蔓珠沙華、邁向新一天(李中浩合唱)、壞女孩）                                                                                               |
| 1985 | 第8屆十大中文金曲頒奬音樂會 - 金曲奬（蔓珠莎華） |
| 1985 | 第6屆中文歌曲擂台獎 -《梅艷芳》 |
| 1985 | 香港商業電台 - 最受歡迎女藝人 |
| 1985 | 第9屆金唱片頒獎典禮 - 白金唱片（《梅艷芳》、《飛躍舞台》） |
| 1986 | IFPI全年最佳銷量大碟《壞女孩》 |
| 1986 | 第4屆十大勁歌金曲頒奬典禮 - 金曲奬（夢伴、將冰山劈開） - 最受歡迎女歌星 |
| 1986 | 十大勁歌金曲季選 - 金曲奬（夢伴、妖女、將冰山劈開） |
| 1986 | 第9屆十大中文金曲頒奬音樂會 - 金曲奬（愛將） |
| 1986 | 第7屆中文歌曲擂台獎 -《壞女孩》 |
| 1986 | 香港商業電台 - 最受歡迎女藝人 |
| 1986 | 香港電台 - 十大最受歡迎人物 |
| 1987 | 第5屆十大勁歌金曲頒奬典禮 - 金曲奬（烈燄紅唇） - 最佳音樂錄影帶演出奬（似火探戈） - 最受歡迎女歌星                                                                              |
| 1987 | 十大勁歌金曲季選 - 金曲奬（似火探戈、裝飾的眼淚、烈焰紅唇） |
| 1987 | 第10屆十大中文金曲頒奬音樂會 - 金曲奬（烈燄紅唇） |
| 1987 | 香港商業電台 - 最受歡迎女藝人獎 |
| 1987 | 香港電台 - 十大最受歡迎人物 |
| 1988 | 第6屆十大勁歌金曲頒奬典禮 - 金曲奬（Stand By Me、胭脂扣） - 最受歡迎女歌星 - 最佳音樂錄影帶獎（夢裡共醉）                                                                       |
| 1988 | 十大勁歌金曲季選 - 金曲奬（胭脂扣、Stand By Me、夢裡共醉） |
| 1988 | 第11屆十大中文金曲頒獎音樂會 - 金曲獎（Stand By Me） |
| 1988 | 香港電台 - 十大最受歡迎人物 |
| 1988 | 台灣第一屆金龍獎 -「最傑出歌藝演員獎」 |
| 1988 | 第10屆金唱片頒獎典禮 - 白金唱片（《壞女孩》、《妖女》、《似火探戈》、《烈焰紅唇》、《百變梅艷芳87-88再展光華演唱會》）                                                          |
| 1989 | 第7屆十大勁歌金曲頒奬典禮 - 金曲獎（夕陽之歌） - 最受歡迎女歌星 - 金曲金獎（夕陽之歌）                                                                                          |
| 1989 | 十大勁歌金曲季選 - 金曲奬（淑女、黑夜的豹、夏日戀人、夕陽之歌、愛我便說愛我吧）                                                                                                 |
| 1989 | 第12屆十大中文金曲頒奬音樂會 - 金曲奬（淑女、夕陽之歌） - IFPI大獎 |
| 1989 | 香港電台 - 十大最受歡迎人物 |
| 1989 | 叱咤樂壇流行榜頒獎典禮 - 叱吒樂壇女歌手金獎 |
| 1989 | 香港藝術家年獎 - 歌唱家獎 |
| 1989 | 第8屆香港電影金像獎 - 最佳電影歌曲（胭脂扣） |
| 1989 | 第11屆金唱片頒獎典禮 - 白金唱片（《夢裡共醉》） |
| 1990 | 第8屆十大勁歌金曲頒奬典禮 - 金曲奬（心仍是冷） |
| 1990 | 十大勁歌金曲季選 - 金曲獎（封面女郎、心仍是冷（與倫永亮合唱）、耶利亞） |
| 1990 | 韓國十大最受歡迎外國女歌手-第五名 |
| 1990 | 香港電台80年代十大最受歡迎演藝紅人 |
| 1990 | 第11屆金唱片頒獎典禮 - 白金唱片（《淑女》、《In Brazil》） |
| 1991 | 叱咤樂壇流行榜頒奬典禮 - 叱吒樂壇女歌手銀獎 |
| 1991 | 第27屆金馬獎最佳電影歌曲（何日） |
| 1991 | 第10屆香港電影金像獎最佳電影歌曲（似是故人來） |
| 1992 | 第14屆十大中文金曲頒獎音樂會 - 鑽石偶像大獎 |
| 1992 | 第10屆十大勁歌金曲頒奬典禮 - 榮譽大獎 |
| 1994 | 香港最佳音樂選 - 最佳女歌手 - 最佳唱片（《是這樣的》） - 最佳歌曲（情歸何處）                                                                                                   |
| 1994 | 第1屆十大金彩虹演藝紅人獎 |
| 1994 | 第13屆香港電影金像獎最佳電影歌曲（女人心） |
| 1995 | 香港最佳音樂選 - 最佳女歌手 - 最佳現場演繹女歌手 |
| 1995 | 新加坡音樂頒獎禮 - 舞台至尊大獎 |
| 1996 | 香港最佳音樂選 - 最佳女歌手 |
| 1998 | 香港最佳音樂選 - 最佳女歌手 |
| 1998 | 香港電台廿載金曲十大最愛 - 〈似水流年〉 |
| 1998 | 第21屆十大中文金曲頒獎音樂會 - 金針奬 |
| 1999 | 香港最佳音樂選 - 最佳女歌手 - 最佳現場演繹女歌手 - 最突破風格歌曲（電話謀殺案） - 最佳新唱舊曲（長藤掛銅鈴）                                                                    |
| 1999 | 日本網上最受歡迎香港女藝人五甲 |
| 2000 | 香港最佳音樂選 - 最佳女歌手 - 最佳唱片（《I'm so happy》） - 最佳歌曲演繹（床阿!床）                                                                                            |
| 2001 | 香港最佳音樂選 - 最佳歌曲版本（芳華絕代亂世佳人lego ver）（與張國榮合唱） |
| 2001 | 第18屆十大勁歌金曲頒奬典禮 - 致敬大獎 |
| 2002 | 香港最佳音樂選 - 最佳女歌手 - 最佳唱片（《With》） - 最突破風格歌曲（路人甲乙）（與譚詠麟合唱） - 最佳歌曲演繹（路人甲乙）（與譚詠麟合唱） - 最佳歌曲版本（路人甲乙）（獨唱版） |
| 2002 | 第25屆十大中文金曲頒奬音樂會 - 最受歡迎卡拉OK合唱歌曲（相愛很難） - 金曲銀禧榮譽大獎                                                                                            |
| 2002 | 第4屆CCTV-MTV音樂盛典 - 港台音樂特殊貢獻獎 |
| 2002 | MTV風尚亞洲女歌手獎 |
| 2003 | 香港最佳音樂選 - 十年最佳女歌手 |
| 2003 | 第4屆中國金唱片獎 - 藝術成就獎（原"中國廣播文藝新歌采錄獎"，為國家政府獎） |
| 2003 | 中國原創歌曲獎頒獎禮 - 傑出成就獎（中國音樂界和唱片界的國家級音樂獎） |
| 2003 | 日本媒體評選 - 香港十大明星 |
| 2004 | IFPI最高銷量唱片（《Anita Classic Moment Live 2003》） |
| 2004 | IFPI十大最高銷量唱片（《Anita Classic Moment Live 、《梅。憶錄》） |
| 2004 | MTV亞洲大獎 - 啟發精神大奬 |
| 2004 | 第4屆百事音樂風雲榜頒獎盛典 - 突破渴望大獎 |
| 2010 | IFPI十大銷量廣東唱片（《Faithfully》） |
| 2010 | 華語金曲獎 - 華語樂壇30年30人 |
| 2013 | YesAsia華語音樂銷售榜2013，十大暢銷歌手 |
| 2014 | IFPI十大銷量廣東唱片（《追憶似水芳華》） |
| 2014 | YesAsia華語音樂銷售榜2014，十大暢銷歌手 |
| 2015 | YesAsia華語音樂銷售榜2015，十大暢銷歌手 |
| 2016 | YesAsia華語音樂銷售榜2016，十大暢銷歌手 |
| 2018 | YesAsia華語音樂銷售榜2018，十大暢銷女歌手 |
| 2019 | YesAsia華語音樂銷售榜2019，十大暢銷女歌手 |
| 2021 | YesAsia華語音樂銷售榜2021，十大暢銷女歌手 |
| 2022 | YesAsia華語音樂銷售榜2022，十大暢銷女歌手 |

## 電影獎項
| 年份 | 奬項                                                                                       |
| ---- | ------------------------------------------------------------------------------------------ |
| 1984 | 第4屆香港電影金像獎 - 獲獎最佳女配角 《緣份》                                              |
| 1987 | 第24屆金馬獎 - 獲獎最佳女主角 《 胭脂扣》                                                  |
| 1988 | 第1屆金龍獎 - 獲獎最佳女主角 《胭脂扣》                                                    |
| 1989 | 第8屆香港電影金像獎 - 獲獎最佳女主角 《胭脂扣》                                            |
| 1991 | 第28屆台灣電影金馬獎 - 獲提名最佳女主角 《何日君再来》                                     |
| 1992 | 第11屆香港電影金像獎 - 獲提名最佳女主角 《何日君再来》                                     |
| 1993 | 第12屆香港電影金像獎 - 獲提名最佳女主角 《審死官》                                         |
| 1996 | 第15屆香港電影金像獎 - 獲提名最佳女主角 《紅番區》                                         |
| 1998 | 第17屆香港電影金像獎 - 獲獎最佳女配角《半生緣》                                            |
| 1998 | 第3屆金紫荊獎 - 獲獎最佳女配角《半生緣》                                                   |
| 2001 | 明報第2屆演藝動力大獎頒獎禮 - 獲獎最突出電影女演員《鍾無艷》                               |
| 2001 | 第38屆台灣電影金馬獎 - 獲提名最佳女主角 《慌心假期》                                       |
| 2002 | 第2屆華語電影傳媒大獎 - 獲獎最佳女主角《男人四十》                                         |
| 2002 | 第6屆長春電影節 - 獲獎最佳女主角《男人四十》                                               |
| 2002 | 第7屆金紫荊獎 - 獲提名最佳女主角《慌心假期》                                               |
| 2002 | 第21屆香港電影金像獎 - 獲提名最佳女主角《男人四十》                                        |
| 2002 | 第39屆台灣電影金馬獎 - 獲提名最佳女主角《男人四十》                                        |
| 2002 | 第8屆香港電影金紫荊獎 - 獲提名最佳女主角《男人四十》                                       |
| 2004 | 第24屆香港電影金像獎 - 獲獎演藝光輝永恆大奬                                                |
| 2005 | 中國百大影星光耀百年 - 獲獎百年影星獎（中國電影表演藝術學會評選"中國電影百年百位優秀演員") |
| 2005 | 第5屆華語電影傳媒大獎 - 獲獎百大演員獎                                                     |
| 2005 | 第25屆香港電影金像獎 - 獲獎銀禧影后                                                        |
| 2005 | UA院線全港最高票房電影頒獎典禮1985-2005 - 20年最高票房女演員第3位                          |
| 2005 | 國際權威《時代》雜誌評選全球史上百部最佳電影《醉拳2》                                      |
| 2005 | 中國電影百年百部名片《胭脂扣》                                                             |

## 其他榮譽/獎項
| 年份 | 獎項                                                                                              |
| ---- | ------------------------------------------------------------------------------------------------- |
| 1988 | 韓國漢城奧運前奏音樂會紀念獎牌                                                                    |
| 1988 | 上海電台評選為“當代中國十大歌星”                                                                  |
| 1992 | 美國三藩市定下4月18日為梅艷芳日                                                                   |
| 1993 | 十大最佳衣著人士                                                                                  |
| 1993 | 加拿大多倫多定下10月23日為梅艷芳日                                                                |
| 2002 | 獲美國加州州長頒發「傑出慈善藝人」榮譽                                                            |
| 2002 | 美國奧克蘭市定下6月23日為梅艷芳日                                                                 |
| 2003 | 抗SARS傑出獎選舉 - "非醫護科技人員組"第五傑出獎                                                   |
| 2003 | 明報周刊 - 演藝動力"致敬大獎"                                                                     |
| 2004 | 搜狐網站2003年度十大新聞評選 - 娛樂界十大年度人物                                                 |
| 2004 | 『星光大道』揭幕典禮 - 香港尖沙咀海濱長廊留名                                                     |
| 2004 | 第四屆百事音樂風云榜頒獎盛典“突破渴望大獎”                                                        |
| 2004 | MTV亞洲大獎“啟發精神大獎”（楊紫瓊代領）                                                           |
| 2005 | 香港杜莎夫人蠟像館 -【梅艷芳蠟像】揭幕                                                            |
| 2005 | 香港首次發行《梅艷芳纪念邮票》（面值5元）                                                         |
| 2007 | 新浪粤港十年網娛盛典 - 最懷念明星獎                                                               |
| 2009 | 網易60年中國風尚影響力女性 - 最终60位候選人                                                       |
| 2009 | “世界紀錄協會”評選，梅艷芳當時以全球個人演唱會總計292場紀錄，當選“全球華人個人演唱會最多女歌手”。 |
| 2018 | 楊光宇先生以梅艷芳（Muiyimfong）命名55384號小行星表揚梅艷芳為粵語流行音樂做出了巨大貢獻           |
| 2019 | 第2屆马来西亚女人行表揚會2019，大會特別頒發“個人榮譽獎”                                           |
| 2021 | 維基百科10月搜尋人物第一位                                                                        |
| 2021 | GOOGLE 2021年熱搜關鍵字第五位                                                                     |

## 相關影視形象

### 電視
- 《金像獎歌曲頒獎典禮1986》，由吳君如扮演梅菜芳，模仿梅艷芳。
- 《金像獎歌曲頒獎典禮1987》，由江欣燕扮演梅菜芳，模仿梅艷芳。
- 《金像獎歌曲頒獎典禮1988》，由李麗蕊扮演梅菜芳，模仿梅艷芳。
- 《樂壇插班生》：1997年電視劇，由江欣燕飾演利麗珊，影射梅艷芳。
- 《難兄難弟之神探李奇》：1998年電視劇，由潘曉彤飾演吳艷芳，影射梅艷芳。
- 《美麗傳說2星願》：2005年電視劇，由陳煒飾演雷劍芳，影射梅艷芳。
- 《梅艷芳菲》：2007年電視劇，由陳煒飾演方妍梅，影射梅艷芳。
- 《荃加福祿壽》：2010年綜藝節目，由江欣燕模仿梅艷芳。
- 《Sunday扮嘢王》：2014年綜藝節目，由楊詩敏扮演梅艷芳

### 電影
- 《醉生夢死之灣仔之虎》: 1994年電影，由陳孝貞演「枚姐」，影射梅艷芳。
- 《朝花夕拾芳華絕代 拾芳》：2019年電影，由江欣燕聲音演出梅艷芳。
- 《梅艷芳》：2021年電影，由王丹妮飾演梅艷芳。

## 外部連結
- 東華三院梅艷芳長者日間護理中心 （页面存档备份，存于）

- 梅艷芳在互联网电影资料库（IMDb）上的資料（英文）
- 在AllMovie上梅艷芳的頁面（英文）
- 梅艷芳在香港影庫上的簡介
- 梅艷芳在豆瓣上的资料（简体中文）
- 梅艷芳在时光网上的簡介（简体中文）
- 梅艷芳在1905电影网上的简介（简体中文）